# Cijanogen
Cijanogen je hemijsko jedinjenje sa formulom2. On je bezbojni, toksični gas opornog zadaha. Ovaj molekul je pseudohalogen. Cijanogenski molekuli se sastoje od dve CN grupe - analogno diatomskim halogenim molekulima, kao što je 2, ali ima daleku manju oksidacionu sposobnost. Dve cijano grupe su vezane zajedno na njihovim atomima ugljenika: N≡C−C≡N, mada su i drugi izomeri poznati. Pojedini derivati cijanogena se takođe nazivaju "cijanogen" čak i kad sadrže samo jednu CN grupu. Na primer cijanogen bromid ima formulu NCBr.
Cijanogen je anhidrid oksamida:
Oksamid se proizvodi iz cijanogena hidrolizom:

## Spoljašnje veze
- National Pollutant Inventory - Cyanide compounds fact sheet
- PhysOrg.com